# شراکت گربه و موش
شراکت گربه‌ و موش (به آلمانی: Katze und Maus in Gesellschaft) یک افسانه آلمانی است، که توسط برادران گریم در قصه‌های برادران گریم جمع‌آوری شده است.

## داستان
یک گربه و یک موش با هم آشنا می‌شوند. گربه اعتراف به دوستی و حتی عشق به موش می‌کند، به طوری که موش موافقت می‌کند که با هم به خانه ای نقل مکان کنند. آنها با هم تصمیم می‌گیرند برای زمستان انبار کنند تا در فصل سرد گرسنه نمانند. آنها یک گلدان چربی می‌خرند که آن را زیر محراب کلیسا پنهان می‌کنند، زیرا امن ترین مکان به نظر می‌رسد. بعد از مدت کوتاهی گربه به هم خانه اش می گوید که یکی از نزدیکانش زایمان کرده و از دوست موش خواسته شده که مادرخوانده شود. گربه به جای رفتن به مراسم تعمید، به گوشه کلیسا می رود و لایه بالایی چربی قابلمه را می خورد. وقتی گربه به خانه برمی گردد، موش نام بچه گربه را می پرسد. گربه پاسخ می دهد: "بالا آف." موش می گوید که هرگز چنین نامی نشنیده است.
به زودی پس از آن، گربه اعلام می کند که او دوباره به یک مراسم تعمید دعوت شده است. در بازگشت گربه، موش می پرسد چه نامی به این بچه گربه داده اند؟ گربه پاسخ می دهد: "نیمه رفته." دوباره موش با صدای بلند از عجیب بودن نام تعجب می کند.
گربه برای بار سوم به کلیسا می رود و این بار چربی را تمام می کند. وقتی گربه برمی گردد، موش نامی را که در این مراسم تعمید داده شده می پرسد. گربه پاسخ می دهد: «همه از بین رفته است». دوباره موش سرش را تکان می دهد.
زمستان از راه می رسد و با آن زمان های لاغری که دوستان پیش بینی کرده بودند. موش پیشنهاد سفر به کلیسا را برای بازیابی آذوقه های ذخیره شده در آنجا می دهد. وقتی گلدان خالی را می بیند، روشنگری به موش می زند: "اول "بالا آف"، "او زمزمه می کند، "سپس "نیمه رفته" و سپس..." گربه به او هشدار می دهد که دیگر چیزی نگوید، اما موش ادامه دارد گربه به موش می زند و او را می خورد. داستان به پایان می رسد: «و راه دنیا همین است».